# Kurdská hymna
Ey Reqîb (Sorání: ئەی ڕەقیب‎) je kurdská hymna. Byla napsána kurdským básníkem a politickým aktivistou Dildarem (vl. jménem Yûnis Reuf) v roce 1938, když byl vězněný. "Ey Reqîb" znamená v češtině ''Hej, nepříteli!'', a tento název odkazuje na vězeňské strážce a na vězení, kde Dildar byl uvězněn a mučen, ale také symbolizuje okupující země Kurdistánu: Turecko, Irák a Sýrii. Píseň byla původně napsána v kurdském dialektu Sorání, ale dnes je zpívána spolu s dialektem Kurmándží. Roku 1946 byla tato píseň přijata jako hymna Mahábádské republiky, krátkodobého kurdského státního útvaru na území Íránu. "Ey Reqîb" odkazuje na revoluční socialismus a na mytickou kurdickou historii. Často je hrána tradičním stylem.
"Ey Reqîb" byla také přijata Kurdistánskou regionální vládou (KRG) jako národní hymna Iráckého Kurdistánu.

## Text
Mnoho řádků je zde oprakováno kvůi rytmice.

### Sorání (oficiální verze)
| Persko-arabské písmo | Latinka | MFA[ujasnit] transkripce |
| --- | --- | --- |
| ئەی رەقیب ھەر ماوە قەومی کورد زمان، نایشکێنێ دانەریی تۆپی زەمان. کەس نەڵێ کورد مردووە، کورد زیندووه، زیندوە قەت نانەوێ ئاڵاکەمان. لاوی کورد ھەستایە سەرپێ وەک دلێر، تا بە خوێن نەخشی بکا تاجی ژیان. کەس نەڵێ کورد مردووە، کورد زیندووه، زیندوە قەت نانەوێ ئاڵاکەمان. ئێمە رۆڵەی میدیا و کەیخوسرەوین، دینمان، ئایینمان ھەر نیشتمان کەس نەڵێ کورد مردووە، کورد زیندووه، زیندوە قەت نانەوێ ئاڵاکەمان. ئێمە ڕۆڵەی ڕەنگی سوور و شۆڕشین، سەیری کە خوێناوییە ڕابردوومان. کەس نەڵێ کورد مردووە، کورد زیندووه، زیندوە قەت نانەوێ ئاڵاکەمان. لاوی کوردی ‌حازر و ئامادەیه، گیان فیدایە، گیان فیدا، ھەر گیان فیدا. کەس نەڵێ کورد مردووە، کورد زیندووه، زیندوە قەت نانەوێ ئاڵاکەمان. | Ey reqîb her mawe qewmî kurdziman, Nayşikênê danerî topî zeman. Kes nellê Kurd mirduwe, Kurd zînduwe, Zînduwe qet nanewê allakeman. Lawî Kurd hestaye ser pê wek dilêr, Ta be xwên nexşî bika tacî jiyan. Kes nellê Kurd mirduwe, Kurd zînduwe, Zînduwe qet nanewê allakeman. Ême roley Mêdiya û Keyxusrew în, Dîniman, ayinmian, her nîştiman. Kes nellê Kurd mirduwe, Kurd zînduwe, Zînduwe qet nanewê allakeman. Ême roley rengî sûr û şorriş în, Seyrî ke xwênawiye rabirdûman. Kes nellê Kurd mirduwe, Kurd zînduwe, Zînduwe qet nanewê allakeman. Lawî Kurdî hazir u amadeye, Canfîda ye, canfîda ye, her canfîda. Kes nellê Kurd mirduwe, Kurd zînduwe, Zînduwe qet nanewê allakeman. | [ɛj ɾɛ.qiːb hɛɾ ǀ mə.wɛ qəw.miː kʊɾd zɪ.mæn ǀ] [næj.ʃɪ.ceː.nɛ dæ.nɛ.ɾiː ǀ toː.piː zɛ.mæn ‖] [kɛs nɛ.ɫeː kʊɾd mɪɾ.dʊ.wɛ ǀ kʊɾd zɪn.dʊ.wɛ ‖] [zɪn.dʊ.wɛ qɛt næ.nɛ.weː ǀ æ.ɫæ.kɛ.mæn ‖] [lə.wiː kʊɾd hɛs ǀ tæ.jɛ sɛɾ peː wɛk dɪ.leːɾ ǀ] [tæ bɛ xʷeːn nɛx.ʃiː dɛ.kæ ǀ tæ.dʒiː ʒɪ.jæn ‖] [kɛs nɛ.ɫeː kʊɾd mɪɾ.dʊ.wɛ ǀ kʊɾd zɪn.dʊ.wɛ ‖] [zɪn.dʊ.wɛ qɛt næ.nɛ.weː ǀ æ.ɫæ.kɛ.mæn ‖] [eː.mɛ ɾoː.ɫɛj ǀ mɪd.jæ ʊ kɛj.xʊs.ɾɛ.wiːn ǀ] [diːm.mæn a.jiːn.mæn ǀ hɛɾ kʊɾ.dɪs.tæn ‖] [kɛs nɛ.ɫeː kʊɾd mɪɾ.dʊ.wɛ ǀ kʊɾd zɪn.dʊ.wɛ ‖] [zɪn.dʊ.wɛ qɛt næ.nɛ.weː ǀ æ.ɫæ.kɛ.mæn ‖] [eː.mɛ ɾoː.ɫɛj ǀ ɾɛɲ.ɟiː suːɾ ʊ ʃoː.rɪ.ʃiːn ǀ] [sɛj.ɾiː.kɛ xʷeː.nə.wɪ.jæ ǀ ɾæ.bʊɾ.duː.mæn ‖] [kɛs nɛ.ɫeː kʊɾd mɪɾ.dʊ.wɛ ǀ kʊɾd zɪn.dʊ.wɛ ‖] [zɪn.dʊ.wɛ qɛt næ.nɛ.weː ǀ æ.ɫæ.kɛ.mæn ‖] [lə.wiː kʊɾ.diː ǀ hæ.zɪɾ ʊ æ.mæ.dɛ.jɛ ǀ] [ɟɪ.jæɱ fiː.dæ.nɛ ɟɪ.jæɱ fiː.dæ ǀ hɛɾ ɟɪ.jæɱ.fiː.dæ ‖] [kɛs nɛ.ɫeː kʊɾd mɪɾ.dʊ.wɛ ǀ kʊɾd zɪn.dʊ.wɛ ‖] [zɪn.dʊ.wɛ qɛt næ.nɛ.weː ǀ æ.ɫæ.kɛ.mæn ‖] |
| –دڵدار | –Dildar | –[dɪl.dæɾ] |

### Kurmándží (severní dialekt)
| Latinka | Persko-arabské písmo | Cyrilika | Arménské písmo | Řecké písmo | Gruzínská písma | MFA[ujasnit] transkripce |
| --- | --- | --- | --- | --- | --- | --- |
| Ey reqîb her maye qewmê Kurd ziman Naşikê û danayê topê zeman. Kes nebê Kurd dimirin, Kurd jîn dibin. Jîn dibin qet nakevê ala Kurdan. Em xortên rengê sor û şoreşin Seyr bike xwîna dîyan me da rijand. Kes nebê Kurd dimirin, Kurd jîn dibin. Jîn dibin qet nakevê ala Kurdan. Em xortên Medya û Keyxusrewin Dîn îman û ayîman, her niştiman. Dîn îman û ayîman, Kurd û Kurdistan. Kes nebê Kurd dimirin, Kurd jîn dibin. Jîn dibin qet nakevê ala Kurdan. Lawê Kurd rabûye ser pê wek şêran Ta bixwîn nexşîn bike tacî jiyan. Kes nebê Kurd dimirin, Kurd jîn dibin. Jîn dibin qet nakevê ala Kurdan. Xortên nûh tev hazir û amade ne Can fîda ne can fîda, her can fîda. Kes nebê Kurd dimirin, Kurd jîn dibin. Jîn dibin qet nakevê ala Kurdan. | ئەی رەقیب ھەر، مایە قەومێ کورد زمان ناشکێ و دانایێ ب تۆپێ زەمان. کەس نەبێ کورد دمرن، کورد ژین دبن. ژین دبن قەت ناکەڤێ ئالا کوردان. ئەم خۆرتێن رەنگێ سۆر و شۆرەشن سەیر بکە خوینا دییان مە دا رژاند. کەس نەبێ کورد دمرن، کورد ژین دبن. ژین دبن قەت ناکەڤێ ئالا کوردان. ئەم خۆرتێن میدیا و کەیخوسرەوین دین ئیمان و ئاییمان، ھەر نشتیمان. دین ئیمان و ئاییمان، کورد و کوردستان. کەس نەبێ کورد دمرن، کورد ژین دبن. ژین دبن قەت ناکەڤێ ئالا کوردان. لاوێ کورد رابوویە سەر پێ وەک شێران تا ب خوین نەخشین بکە تاجێ ژیان. کەس نەبێ کورد دمرن، کورد ژین دبن. ژین دبن قەت ناکەڤێ ئالا کوردان. خۆرتێ نوح تەڤ حازر و ئامادەنە جان فیدا نە، جان فیدا، ھەر جان فیدا. کەس نەبێ کورد دمرن، کورد ژین دبن. ژین دبن قەت ناکەڤێ ئالا کوردان. | Әй рәԛиб һәр, майә ԛәԝме Кӧрд зьман Нашьке у данайэ топе зәман. Кәс нәбе Кӧрд дьмьрьн, Кӧрд жин дьбьн. Жин дьбьн ԛәт накәве ала Кӧрдан. Әм хортен рәнге сор у шорәшьн Сәйр бькә хԝина дийан мә да рьжанд. Кәс нәбе Кӧрд дьмьрьн, Кӧрд жин дьбьн. Жин дьбьн ԛәт накәве ала Кӧрдан. Әм хортен Мәдйа у Кәйхӧсрәԝин Дин иман у айиман, һәр ньштиман. Дин иман у айиман, Кӧрд у Кӧрдьстан. Кәс нәбе Кӧрд дьмьрьн, Кӧрд жин дьбьн. Жин дьбьн ԛәт накәве ала Кӧрдан. Лаԝе Кӧрд рабуйэ сәр пе ԝәк шеран Та бьхԝин нәхшин бькә тащи жийан. Кәс нәбе Кӧрд дьмьрьн, Кӧрд жин дьбьн. Жин дьбьн ԛәт накәве ала Кӧрдан! Хортен нуһ тәв һазьр у амадә нә Щан фида нә щан фида, һәр щан фида. Кәс нәбе Кӧрд дьмьрьн, Кӧрд жин дьбьн. Жин дьбьн ԛәт накәве ала Кӧрдан! | Ա̅յ րա̅իպ հա̅ր մաեէ ա̅ւմե գւրտ զըման Նաշըգե ու տանաե դոբե զա̅ման. Գա̅ս նա̅պե գւրտ տըմըրըն, գւրտ ժին տըպըն. Ժին տըպըն ա̅դ նագա̅վե ալա գւրտան. Ա̅մ խորդեն րա̅նկե սոր ու շորա̅շըն Սա̅յր պըգա̅ խւինա տիեան մա̅ տա րըժանտ. Գա̅ս նա̅պե գւրտ տըմըրըն, գւրտ ժին տըպըն. Ժին տըպըն ա̅դ նագա̅վե ալա գւրտան. Ա̅մ խորդեն Մա̅տիա ու Գա̅յխւսրա̅ւըն Տին իման ու այիման, հա̅ր նիշդըման. Տին իման ու այիման, գւրտ ու գւրտիսդան. Գա̅ս նա̅պե գւրտ տըմըրըն, գւրտ ժին տըպըն. Ժին տըպըն ա̅դ նագա̅վե ալա գւրտան. Լաւե գւրտ րապուեէ սա̅ր բե ւա̅գ շերան Դա պըխւին նա̅խշին պըգա̅ դաճի ժըեան. Գա̅ս նա̅պե գւրտ տըմըրըն, գւրտ ժին տըպըն. Ժին տըպըն ա̅դ նագա̅վե ալա գւրտան. Խորդեն նուհ դա̅վ հազըր ու ամատա̅ նա̅ Ճան ֆիտա նա̅ ճան ֆիտա, հա̅ր ճան ֆիտա. Գա̅ս նա̅պե գւրտ տըմըրըն, գւրտ ժին տըպըն. Ժին տըպըն ա̅դ նագա̅վե ալա գւրտան. | Ει ρεϙιμπ ἑρ μαγιε ϙευμη Κωρδ ζυμαν Νασ̇υκη ου δαναγιη τοπη ζεμαν. Κες νεμπε Κωρδ δυμυρυν, Κωρδ ζ̇ιν δυμπυν. Ζ̇ιν δυμπυν ϙετ νακεβη αλα Κωρδαν. Εμ χορτην ρεγγη σορ ου σ̇ορεσ̇υν Σειρ μπυκε χουινα διγιαν με δα ρυζ̇ανδ. Κες νεμπε Κωρδ δυμυρυν, Κωρδ ζ̇ιν δυμπυν. Ζ̇ιν δυμπυν ϙετ νακεβη αλα Κωρδαν. Εμ χορτην Μεδια ου Κειχωσρεουυν Διν ιμαν ου αϊμαν, ἑρ νυσ̇τυμαν. Διν ιμαν ου αϊμαν, Κωρδ ου Κωρδυσταν. Κες νεμπε Κωρδ δυμυρυν, Κωρδ ζ̇ιν δυμπυν. Ζ̇ιν δυμπυν ϙετ νακεβη αλα Κωρδαν. Λαυη Κωρδ ραμπουγιε σερ πη ουεκ σ̇ηραν Τα μπυχουιν νεχσ̇ιν μπυκε τατζι ζ̇υγιαν. Κες νεμπε Κωρδ δυμυρυν, Κωρδ ζ̇ιν δυμπυν. Ζ̇ιν δυμπυν ϙετ νακεβη αλα Κωρδαν. Χορτην νοὑ τεβ ἁζυρ ου αμαδε νε Τζαν φιδα νε τζαν φιδα, ἑρ τζαν φιδα. Κες νεμπε Κωρδ δυμυρυν, Κωρδ ζ̇ιν δυμπυν. Ζ̇ιν δυμπυν ϙετ νακεβη αλα Κωρδαν. | ეჲ რეჴიბ ჰერ, მაჲე ჴეჳმჱ ქჳრდ ზჷმან ნაშჷქჱ უ დანაჲჱ თოფჱ ზემან. ქეს ნებჱ ქჳრდ დჷმჷრჷნ, ქჳრდ ჟინ დჷბჷნ. ჟინ დჷბჷნ ჴეთ ნაქევჱ ალა ქჳრდან. ემ ხორთჱნ რენგჱ სორ უ შორეშჷნ სეჲრ ბჷქე ხჳინა დიჲან მე და რჷჟანდ. ქეს ნებჱ ქჳრდ დჷმჷრჷნ, ქჳრდ ჟინ დჷბჷნ. ჟინ დჷბჷნ ჴეთ ნაქევჱ ალა ქჳრდან. ემ ხორთჱნ მედჲა უ ქეჲხჳსრეჳინ დინ იმან უ აჲიმან, ჰერ ნჷშთიმან. დინ იმან უ აჲიმან, ქჳრდ უ ქჳრდჷსთან. ქეს ნებჱ ქჳრდ დჷმჷრჷნ, ქჳრდ ჟინ დჷბჷნ. ჟინ დჷბჷნ ჴეთ ნაქევჱ ალა ქჳრდან. ლაჳჱ ქჳრდ რაბუჲე სერ ფჱ ჳექ შჱრან თა ბჷხჳინ ნეხშინ ბჷქე თაჯი ჟჷჲან. ქეს ნებჱ ქჳრდ დჷმჷრჷნ, ქჳრდ ჟინ დჷბჷნ. ჟინ დჷბჷნ ჴეთ ნაქევჱ ალა ქჳრდან. ხორთჱნ ნუჰ თევ ჰაზჷრ უ ამადე ნე ჯან ჶიდა ნე ჯან ჶიდა, ჰერ ჯან ჶიდა. ქეს ნებჱ ქჳრდ დჷმჷრჷნ, ქჳრდ ჟინ დჷბჷნ. ჟინ დჷბჷნ ჴეთ ნაქევჱ ალა ქჳრდან. | [ɛj ɾɛ.qiːb hɛɾ ǀ mɑː.jɛ qɛw.mɛ kʊɾd zɪ.mɑːn ǀ] [nɑː.ʃɪ.ceː uː dɑː.nɑː.jeː ǀ toː.peː zɛ.mɑːn ‖] [kɛs nɛ.beː kʊɾd dɪ.mɪ.ɾɪn ǀ kʊɾd ʒɪn dɪ.bɪn ǀ] [ʒɪn dɪ.bɪɴ qɛt nɑː.kɛ.veː ǀ ɑː.lɑː kʊɾ.dɑːn ‖] [ɛm xoːɾ.teːn ǀ ɾɛɲ.ɟeː soːɾ uː ʃoː.ɾɛ.ʃɪn ǀ] [sɛjɾ bɪ.kɛ xʷiː.nɑː diː.jɑːn ǀ mɛ dɑː ɾɪ.ʒɑːnd ‖] [kɛs nɛ.beː kʊɾd dɪ.mɪ.ɾɪn ǀ kʊɾd ʒɪn dɪ.bɪn ǀ] [ʒɪn dɪ.bɪɴ qɛt nɑː.kɛ.veː ǀ ɑː.lɑː kʊɾ.dɑːn ‖] [ɛm xoːɾ.teːn ǀ mɛd.jɑː uː kɛj.xʊs.ɾɛ.wɪn ǀ] [diːn iː.mɑːn uː ɑː.jiː.mɑːn ǀ hɛɾ nɪʃ.tɪ.mɑːn ‖] [diːn iː.mɑːn uː ɑː.jiː.mɑːn ǀ kʊɾd uː kʊɾ.dɪs.tɑːn ‖] [kɛs nɛ.beː kʊɾd dɪ.mɪ.ɾɪn ǀ kʊɾd ʒɪn dɪ.bɪn ǀ] [ʒɪn dɪ.bɪɴ qɛt nɑː.kɛ.veː ǀ ɑː.lɑː kʊɾ.dɑːn ‖]] [lɑː.weː kʊɾd ɾɑː ǀ buː.jɛ sɛɾ peː wɛk ʃeː.ɾɑːn ǀ] [tɑː bɪ.xʷiːn nɛx.ʃiːm bɪ.kɛ ǀ tɑː.dʒiː dʒɪ.jɑːn ‖] [kɛs nɛ.beː kʊɾd dɪ.mɪ.ɾɪn ǀ kʊɾd ʒɪn dɪ.bɪn ǀ] [ʒɪn dɪ.bɪɴ qɛt nɑː.kɛ.veː ǀ ɑː.lɑː kʊɾ.dɑːn ‖] [xoːɾ.teːn nuːh tɛv ǀ hɑː.zɪɾ uː ɑː.mɑː.dɛ nɛ ǀ] [dʒɑːɱ fiː.dɑː nɛ dʒɑːn fiː.dɑː ǀ hɛɾ dʒɑːɱ fiː.dɑː] [kɛs nɛ.beː kʊɾd dɪ.mɪ.ɾɪn ǀ kʊɾd ʒɪn dɪ.bɪn ǀ] [ʒɪn dɪ.bɪɴ qɛt nɑː.kɛ.veː ǀ ɑː.lɑː kʊɾ.dɑːn ‖] |

### Zazaki
| Latinka | Arabika |
| --- | --- |
| Ey reqîb her mendo qewmê kurdziwanî Nêşikîno, nêkuwno bi topa zemanî Kes mevajo kurd mireno, kurd cuyîno Cuyîno, qet nêna war beyraqa ma Lajê kurdî vaşto ra payan fênda çêran Ta bi gonî bineqişne tacê cuyane Kes mevajo kurd mireno, kurd cuyîno Cuyîno, qet nêna war beyraqa ma Ma domanê Medya û Keyxusrew îme Dîn îman, ayînê ma her welat o Kes mevajo kurd mireno, kurd cuyîno Cuyîno, qet nêna war beyraqa ma Ma domanê rengê sûr û şoreş îme Temaşeke, gonin o ravêrdeyê ma Kes mevajo kurd mireno, kurd cuyîno Cuyîno, qet nêna war beyraqa ma Lajê kurdî her hazir û amade yo Canfeda yo canfeda, her canfeda Kes mevajo kurd mireno, kurd cuyîno Cuyîno, qet nêna war beyraqa ma | ئەی ڕەقیب ھەر مەندۆ قەومێ کوردزوانی نێشکینۆ، نێکوونۆ ب تۆپا زەمانی کەس مەڤاژۆ کورد مرەنۆ، کورد جویینۆ جویینۆ، قەت نێنا وار بەیراقا ما ما دۆمانێ رەنگێ سوور و شۆرەش ئیمە تەماشەکە، گۆنن ئۆ راڤێردەیێ ما کەس مەڤاژۆ کورد مرەنۆ، کورد جویینۆ جویینۆ، قەت نێنا وار بەیراقا ما لاژێ کوردی ڤاشتۆ را پایان فێندا چێران تا ب گۆنی بنەقشنە تاجێ جویانە کەس مەڤاژۆ کورد مرەنۆ، کورد جویینۆ جویینۆ، قەت نێنا وار بەیراقا ما ما دۆمانێ مەدیا و کەیخوسرەو ئیمە دین ئیمان، ئایینێ ما ھەر وەلات ئۆ کەس مەڤاژۆ کورد مرەنۆ، کورد جویینۆ جویینۆ، قەت نێنا وار بەیراقا ما لاژێ کوردی ھەر ھازر و ئامادە یۆ جانفەدا یۆ جانفەدا، ھەر جانفەدا کەس مەڤاژۆ کورد مرەنۆ، کورد جویینۆ جویینۆ، قەت نێنا وار بەیراقا ما |

### Pałewanî (jižní dialekt)
| Arabika | latinka |
| --- | --- |
| ئه‌ێ ڕه‌قیب هه‌ر ماگه‌ قه‌وم کورد زوان نیه‌شکنێگه‌ێ گه‌ردش چه‌رخ زه‌مان که‌س نه‌ۊشێ کورد مردگه‌، کورد زینگه‌ زینگه‌ هه‌ر ئه‌و شه‌کێ ئاڵاگه‌مان ئیمه‌ ڕووڵه‌ێ ڕه‌نگ سوور و شووڕشیم سه‌یرێ که‌ خۊناویه‌ وێه‌رده‌مان که‌س نه‌ۊشێ کورد مردگه‌، کورد زینگه‌ زینگه‌ هه‌ر ئه‌و شه‌کێ ئاڵاگه‌مان ڕووڵگ کورد هه‌ڵساسه‌ پا وێنه‌ێ دلێر تا وه‌ خۊن ڕه‌نگین بکه‌ێ تاج ژیان که‌س نه‌ۊشێ کورد مردگه‌، کورد زینگه‌ زینگه‌ هه‌ر ئه‌و شه‌کێ ئاڵاگه‌مان ئیمه‌ ڕووڵه‌ێ میدیا و که‌ێخه‌سره‌ویم دینمان ئایینمان هەر نیشتمان که‌س نه‌ۊشێ کورد مردگه‌، کورد زینگه‌ زینگه‌ هه‌ر ئه‌و شه‌کێ ئاڵاگه‌مان ڕووڵگ کورد هه‌ر حارز و ئاماده‌ێه‌ گیان فه‌داێه‌، گیان فه‌داێه‌، گیان فه‌دا که‌س نه‌ۊشێ کورد مردگه‌، کورد زینگه‌ زینگه‌ هه‌ر ئه‌و شه‌کێ ئاڵاگه‌مان | Ey reqîb her mage qewmi kurd ziwan Niyeşkinêgey gerdişi çerxi zeman Kes neüşê kurd mirdige, kurd zînige Zînige her ewşekê ałageman Îme rûłey rengi sûr u şûrişîm Seyrî ke xünawîye wiyerdeman Kes neüşê kurd mirdige, kurd zînige Zînige her ewşekê ałageman Rûłigi kurd hełsase pa wêney dilêr Ta we xün rengîn bikey taci jiyan Kes neüşê kurd mirdige, kurd zînige Zînige her ewşekê ałageman Îme rûłey mîdiya u keyxesrewîm Dîniman ayîniman her nîştiman Kes neüşê kurd mirdige, kurd zînige Zînige her ewşekê ałageman Rûłigi kurd her hazir u amadeye Giyan fedaye, giyan fedaye, giyan feda Kes neüşê kurd mirdige, kurd zînige Zînige her ewşekê ałageman |

### Český překlad
| Český překlad |
| --- |
| Hej, nepříteli! Kurdský lid žije dál, Nikdy nebyl rozdrcen zbraněmi Nikdo nemůže říci že jsou Kurdové mrtví, oni žijí Žijí a my nikdy nesundáme naší vlajku Jsme potomci revoluce červeného praporu Podívejte se na naší minulost, jak krvavá byla Nikdo nemůže říci že jsou Kurdové mrtví, oni žijí Žijí a my nikdy nesundáme naší vlajku Kurdská mládež stoupá statečně, Jejich krví se zbarvuje koruna života Nikdo nemůže říci že jsou Kurdové mrtví, oni žijí Žijí a my nikdy nesundáme naší vlajku Jsme potomky národa Médeů a krále Kyaxarése Kurdistán je naše náboženství, naše vyznání víry Nikdo nemůže říci že jsou Kurdové mrtví, oni žijí Žijí a my nikdy nesundáme naší vlajku Kurdská mládež je připravena, Dát svůj život jako nejvyšší oběť Nikdo nemůže říci že jsou Kurdové mrtví, oni žijí Žijí a my nikdy nesundáme naší vlajku |